# Ladyfest
Ladyfest är en kulturfestival med enbart kvinnliga arrangörer och konstnärer/artister. Idén kom år 2000 i Olympia, USA, eftersom musikbranschen enligt dessa människor är mansdominerad. Sedan dess har det hållits flera Ladyfester över hela världen.

## Sverige
2003 var det första gången för Sverige, då den arrangerades i Falun av Riot Grrrl Falun som Siri Morawski och Josefine Andersson var initiativtagare till. 2004 arrangerades Ladyfest i Malmö och Stockholm. 2005 kom även Göteborg med som Ladyfestarrangörer. I november 2006 hölls den i Malmö, Stockholm och Göteborg. Våren 2007 tillkom även Ladyfest Umeå.